# Агир
Агир (баш. Әгер) — река в России, протекает по территории Туймазинского района Башкортостана. Правый приток реки Усень.
Длина реки составляет 15 км, площадь водосборного бассейна — 75,5 км².
Агир начинается около села Тюменяк. Течёт преимущественно на юг — юго-запад. Впадает в Усень на 21 км от её устья, в черте города Туймазы.

## Название
Название реки, возможно, происходит от айгыр — «жеребец, жеребцовая».

## Данные водного реестра
По данным государственного водного реестра России относится к Камскому бассейновому округу, водохозяйственный участок реки — Ик от истока и до устья, речной подбассейн реки — бассейны притоков Камы до впадения Белой. Речной бассейн реки — Кама.
Код объекта в государственном водном реестре — 10010101312111100028404.